# 昭栄村
昭栄村（しょうえいむら）とは、千葉県香取郡にかつて存在した村である。
瑞祥地名の一種のため、昭栄郵便局以外にほとんどその名をとどめていない。

## 地理
- 現在の成田市の東部、旧大栄町の北部に位置している。
- 村域は台地と平地が入り組む谷戸が多い地形になっている。

## 歴史

### 沿革
- 1889年（明治22年）4月1日 - 町村制施行に伴い、香取郡吉岡村、津富浦村、中野村、稲荷山村、松子村、臼作村、新田村、前林村、一坪田村、久井崎村と下埴生郡十余三村の一部が合併して香取郡本大須賀村（もとおおすかむら）が発足。
- 1942年（昭和17年）8月1日 - 昭栄村に改称。
- 1955年（昭和30年）4月15日 - 大須賀村と合併し大栄町となり消滅。
- 2006年（平成18年）3月27日 - 大栄町が下総町とともに成田市に編入される。

変遷表
| 1868年 以前 | 1868年 以前 | 1868年 以前 | 明治5年        | 明治22年 4月1日 | 昭和17年 8月1日 | 昭和30年 4月15日 | 平成18年 3月27日 | 現在   |
| ----------- | ----------- | ----------- | -------------- | --------------- | --------------- | ---------------- | ---------------- | ------ |
| 香取郡      |             | 吉岡村      | 吉岡村         | 本大須賀村      | 昭栄村 に改称   | 大栄町           | 成田市 に編入    | 成田市 |
| 香取郡      | 津富浦村    |             |                | 本大須賀村      | 昭栄村 に改称   | 大栄町           | 成田市 に編入    | 成田市 |
| 香取郡      | 中野村      |             |                | 本大須賀村      | 昭栄村 に改称   | 大栄町           | 成田市 に編入    | 成田市 |
| 香取郡      | 稲荷山村    |             |                | 本大須賀村      | 昭栄村 に改称   | 大栄町           | 成田市 に編入    | 成田市 |
| 香取郡      | 松子村      |             |                | 本大須賀村      | 昭栄村 に改称   | 大栄町           | 成田市 に編入    | 成田市 |
| 香取郡      | 臼作村      |             |                | 本大須賀村      | 昭栄村 に改称   | 大栄町           | 成田市 に編入    | 成田市 |
| 香取郡      | 新田村      |             |                | 本大須賀村      | 昭栄村 に改称   | 大栄町           | 成田市 に編入    | 成田市 |
| 香取郡      | 前林村      |             |                | 本大須賀村      | 昭栄村 に改称   | 大栄町           | 成田市 に編入    | 成田市 |
| 香取郡      | 一坪田村    |             |                | 本大須賀村      | 昭栄村 に改称   | 大栄町           | 成田市 に編入    | 成田市 |
| 香取郡      | 久井崎村    |             |                | 本大須賀村      | 昭栄村 に改称   | 大栄町           | 成田市 に編入    | 成田市 |
| 下埴生郡    |             |             | 十余三村の一部 | 本大須賀村      | 昭栄村 に改称   | 大栄町           | 成田市 に編入    | 成田市 |

## 行政
本大須賀村村長は以下の通りである。

### 村長
- 小川辰五郎[1]
- 葛生省[1]
- 秋山佐十郎[1]
- 石橋謹二（2回）[1]
- 飯笹岩吉[1]
- 萩原文四郎（2回）[1]
- 堀越才助[1]
- 飯笹巳之助[1]
- 萩原伝次郎[1]
- 葛生喜助（2回）[1]
- 宮野権平[1]
- 長竹喜三郎[1]
- 川島太三郎[1]

## 経済

### 産業
農業
大須賀村・本大須賀村とも主な産業は農業で、その中心は米作であり、副業として養蚕・養鶏が盛んだった。本大須賀村では大正期に十余三の開墾が進んで麦の作付面積が増加するなど、農業の生産高が順調に上昇した。

### 地主
本大須賀村の石橋五郎左衛門は千葉県の大地主である。

## 人口・世帯

### 人口
総数 [単位： 人]
| 1891年（明治24年） | 2,133 |
| 1903年（明治36年） | 2,286 |
| 1920年（大正 9年） | 3,815 |
| 1930年（昭和 5年） | 4,395 |
| 1940年（昭和15年） | 5,034 |
| 1955年（昭和30年） | 6,370 |

### 世帯
総数 [単位： 世帯]
| 1950年（昭和25年） | 1,082 |

## 交通

### 道路
- 二級国道
  - 国道123号（ → 国道51号）

## 出身・ゆかりのある人物
- 石橋謹二（農業[4]、大地主、貴族院議員、千葉県多額納税者、資産家、佐原興業銀行頭取、名望家、本大須賀村長） - 石橋五郎左衛門の養子。住所は久井崎[4]。
- 石橋毅（計器製作業、石橋計器製作所主、千葉県多額納税者）